# Idre distrikt
Idre  distrikt är ett distrikt i Älvdalens kommun och Dalarnas län. Distriktet ligger i och omkring Idre  i nordvästra Dalarna och gränsar till Norge. En mindre del av distriktet (området kring Storfjäten) ligger i Härjedalen.

## Tidigare administrativ tillhörighet
Distriktet inrättades 2016 och utgörs av Idre  socken i Älvdalens kommun.
Området motsvarar den omfattning Idre  församling hade vid årsskiftet 1999/2000.

## Tätorter och småorter
I Idre  distrikt finns en tätort men inga småorter.

### Tätorter
- Idre